# Grete Waitz
Grete Waitz (dekliški priimek Andersen), norveška atletinja, * 1. oktober 1953, Oslo, Norveška, † 19. april 2011, Oslo.
Grete Waitz je v štirih nastopih na poletnih olimpijskih igrah največji uspeh dosegla z naslovom olimpijske podprvakinje v maratonu leta 1984, leta 1983 je v tej disciplini osvojil naslov svetovne prvakinje. Na svetovnih prvenstvih v krosu je osvojila pet zlatih in dve bronasti medalji, na evropskih prvenstvih pa bronasti medalji v teku na 1500 in 3000 m. 24. junija 1975 je postavila nov svetovni rekord v teku na 3000 m, veljal je do avgusta 1976, 22. oktobra 1978 pa je postavila še svetovni rekord v maratonu, ki je veljal skoraj pet let. 16. novembra 2013 je bila sprejeta v Mednarodni atletski hram slavnih.